# José de Freitas Pimentel
José de Freitas Pimentel (Fazenda, 15 de Fevereiro de 1894 — Madalena, 1 de Janeiro de 1920), foi um médico açoriano que se destacou no combate a um surto da grande pandemia da gripe pneumónica que nos finais de 1919 atingiu a ilha do Pico, Açores. Faleceu vítima daquela epidemia, estando sepultado na vila da Madalena, onde uma rua recorda o seu nome.

## Biografia
José de Freitas Pimentel era filho de António de Freitas Pimentel e de Maria do Rosário Trigueiro Pimentel. Foi irmão do também médico, e depois influente político, António de Freitas Pimentel.
Em 1917 licenciou-se em medicina pela Faculdade de Medicina da Universidade de Lisboa. Exerceu medicina na vila do Cadaval e nas Lajes das Flores e em 1919 foi nomeado professor da Escola Primária Superior da Horta, cidade onde igualmente exercia medicina.
Quando em Dezembro de 1919 surgiu no Pico um surto de gripe pneumónica, localmente chamada a peste pneumónica, afectando duramente a vila da Madalena do Pico, o jovem médico aceitou generosamente deslocar-se para aquela localidade, já que os serviços de saúde do distrito se haviam desinteressado do problema, sabedores da gravidade da pandemia que um pouco por todo o mundo então grassava e da dificuldade em a combater eficazmente. Tendo com as autoridades camarárias conseguido isolar o surto da perigosa doença e reduzir o ritmo da sua propagação, foi ele próprio, tal como a enfermeira que o acompanhava, atingido, vindo a falecer poucos dias depois, a 1 de Janeiro de 1920. Tinha apenas 25 anos de idade. A enfermeira, Maria da Glória Duarte, era pouco mais velha.
A coragem e abnegação destes profissionais de saúde impressionaram o público e despertaram a gratidão dos picoenses. Os periódicos do então Distrito da Horta dedicaram-lhe as suas primeiras páginas e a Câmara Municipal da Madalena prestou-lhes homenagem, atribuindo o nome do dr. José de Freitas Pimentel a uma das ruas daquela vila. Foi também colocada uma fotografia sua no salão nobre dos Paços do Concelho. Foi também feito patrono da Escola Primária Superior da Horta que passo a chamar-se Escola Primária Superior Dr. Freitas Pimentel.
No Cemitério da Madalena existe um jazigo em mármore com a seguinte inscrição:
DR. JOSÉ DE FREITAS PIMENTEL, POBRE DE BENS, RICO DE TALENTO, MÁRTIR DO DEVER, FALECEU EM 1/1/1920. MARIA DA GLÓRIA DUARTE, SUA DESVELADA ENFERMEIRA, EXEMPLO DE ALTRUÍSMO, VÍTIMA DA SUA ABNEGAÇÃO, FALECIDA EM 8/1/1920. TRIBUTO DA SUA ADMIRAÇÃO PELA FORMA HERÓICA COMO SOUBERAM MORRER NO COMBATE À EPIDEMIA EM 1920. OS SEUS AMIGOS DO FAIAL, FLORES E PICO.
A sua freguesia natal, a Fazenda das Lajes, também o relembra num seu arruamento.